# Gray (Iowa)
Gray és una població dels Estats Units a l'estat d'Iowa. Segons el cens del 2000 tenia 82 habitants.

## Demografia
Segons el cens del 2000, Gray tenia 82 habitants, 34 habitatges, i 24 famílies. La densitat de població era de 31,7 habitants/km².
Dels 34 habitatges en un 23,5% hi vivien nens de menys de 18 anys, en un 64,7% hi vivien parelles casades, en un 8,8% dones solteres, i en un 26,5% no eren unitats familiars. En el 26,5% dels habitatges hi vivien persones soles el 8,8% de les quals corresponia a persones de 65 anys o més que vivien soles. El nombre mitjà de persones vivint en cada habitatge era de 2,41 i el nombre mitjà de persones que vivien en cada família era de 2,92.
Per edats la població es repartia de la següent manera: un 25,6% tenia menys de 18 anys, un 6,1% entre 18 i 24, un 18,3% entre 25 i 44, un 25,6% de 45 a 60 i un 24,4% 65 anys o més.
L'edat mediana era de 45 anys. Per cada 100 dones de 18 o més anys hi havia 79,4 homes.
La renda mediana per habitatge era de 35.750 $ i la renda mediana per família de 48.750 $. Els homes tenien una renda mediana de 26.875 $ mentre que les dones 23.333 $. La renda per capita de la població era de 18.190 $. Cap de les famílies i el 2,4% de la població estaven per davall del llindar de pobresa.

## Poblacions més properes
El següent diagrama mostra les poblacions més properes.